# Tindemans Group
De Tindemans Group was een denktank die in 1994-1995 een rapport heeft geschreven over de toekomst van de Europese Unie na de uitbreiding met de nieuwe lidstaten uit Midden- en Oost-Europa. De groep bestond uit 48 politici en ambtenaren uit de toenmalige 15 lidstaten van de Europese Unie. Zowel eurosceptici als eurofederalisten waren vertegenwoordigd in de groep.
Voorzitter was Leo Tindemans, secretaris was Sammy van Tuyll van Serooskerken, overige leden waren onder anderen:
Ernst Hirsch Ballin, van 22 september 2006 tot 14 oktober 2010 Nederlands minister van Justitie
Jan Kees Wiebenga, huidig lid van de Raad van State (Nederland)
Dirk-Jan van der Berg
De groep heeft een rapport geschreven met vijf zeer uiteenlopende scenario's voor Europese instellingen. Variërend van het "Europa der naties" tot de "Verenigde Staten van Europa" en alle varianten daartussen. De scenario's werden op neutrale wijze van commentaar voorzien door zowel voor- als tegenstanders van het desbetreffende scenario. Er werd nadrukkelijk geen keuze gemaakt voor een van deze scenario's, wel deed de groep nadrukkelijk de aanbeveling een openbaar debat te voeren over de verschillende toekomstscenario's. "Europe: your choice" is in december 1995 aangeboden aan de voorzitter van de Europese Commissie, de voorzitter van het Europees Parlement en de voorzitter van de Europese Raad. Het is in boekvorm verschenen in het Engels, Spaans, Frans en Duits.